# Campiglossa variabilis
Campiglossa variabilis
 es una especie de insecto díptero que Doane describió científicamente por primera vez en el año 1899. Pertenece al género Campiglossa de la familia Tephritidae.
Ha sido encontrada en las especies Agoseris grandiflora y Microseris laciniata.